# نزال المعصب
الشيخ نزال بن رشيد المعصب  وصفه ديكسون بقوله: الكيس المتدين الذي يشتهر في شمال ووسط الجزيرة العربية بمعرفته ودرايته، وكان نزال بن رشيد المعصب من أشهر الشخصيات البارزة في الخليج العربي وشبه الجزيرة العربية قبل مائة عام وقد ذكره الرحالة البريطاني ديكسون في كتابه المصور البدوي الذي آلفه قبل مائة عام.

## حياتة
نزال بن رشيد المعصب  من أحد رجالات الكويت المعروفين وكان من أقرب المقربين لحاكم الكويت الشيخ أحمد الجابر الصباح وأسند له إمارة عمال الزكاة ومهمات كثيرة، وكانت له علاقات طيبة وقوية ومتينة مع ملوك العراق والأردن وحكام الجزيرة العربية.
وفي عام 1928، أمتلك سيارة نزال المعصب أشتراها من العراق البصره وفي ذاك الوقت لا أحد يستطيع شراء سيارة إلا أشخاص معدودين وأسر نزال أن يتعلم قيادة السيارة.

## ولادته
ولد نزال بن رشيد بن حمدان المعصب الرشيدي، في الحي القبلي من العاصمة الكويتية في الفريج الذي صار يسمى بعد ذلك «فريج نزال» في العقد الأخير من القرن التاسع عشر الميلادي، وكان والده من الشخصيات المعروفة بالفروسية والكرم، وقد قال فيه الشاعر صقر النصافي الرشيدي:
يالعين مامن تالي الليل فنجال -- لاتفرحين بحزته راح راعيه
من عقب (ابونزّال) ماشوف لك حال -- لين الظلام ايبيّن الفجر تاليه
تلقى ليا جيته فناجيل ودلال -- يفرح بها اللي خاثر البن مشقيه.
وعمل نزال منذ أول شبابه في الأعمال الرسمية، فكلف سنة 1919 م بمرافقة الطاقم المختص بإصلاح خط التلغراف بين البصرة والكويت، وكان أشهر ماعرف به نزال توليه مسؤولية توزيع البطاقة التموينية على أبناء البادية في الكويت خلال الحرب العالمية الثانية كما كلف بجمع الزكاة من أبناء البادية، وظل يتولى هذا العمل حتى اكتشف النفط، واستغنت الدولة عن هذا المورد، وساهم نزال بحفر بعض الآبار في بادية الكويت حملت اسمه (قلبان نزال) في الجهراء والقشعانية ومريطبة كما بنى مسجد «نزال» المعروف بالفروانية.ولعلاقته الوثيقة بأبناء البادية كان نزال المعصب المبعوث الخاص للشيخ أحمد الجابر في كثير من المهمات داخل وخارج الكويت، وقد أرسل عدة مرات لمقابلة الملك عبد العزيز آل سعود، وإيصال بعض الرسائل إليه من حكام الكويت وقد توفي نزال المعصب سنة 1957 م تاركاً 8 أولاد و9 بنات.

## أقوال قيلت في نزال المعصب
- يقول الشيخ عبد الله الجابر الصباح: «نزال كان رجلا نادرا، كل الصفات الطيبة فيه، إذا قلت مزيون فهو جميل المنظر والشكل، وإذا قلت رَجَّال دين فهو ديّن، ويفهم الدين، والتدين موجود فيه، وإذا قلت شجاع فهو شجاع، وإذا قلت كريم فهو كريم، وإذا أردته شاعرا فهو شاعر ودليله ومطوع، هذه الصفات والمميزات صفات الرجل الطيب، قليلا ما تجدها تجتمع في رجل واحد».
- وقال فلاح مبارك الحجرف عن نزال مايلي: «نزال المعصب كل الأشياء الطيبة فيه، ما ذكر إلا بخير، وأنا صغير وأنا في بيته صاحب طاعة ومرجلة، وجه لجماعته ونعم أبو خالد ما يلحقه الكلام، كان على الزكاة أيام الزكاة، كنا مؤجرين بيت في جبلة بجوار بيت نزال بريالين فرنسيين، وإذا أتى يوم الخميس كنت أذهب معه للشيخ أحمد الجابر الصباح – رحمه الله – أما باقي الأيام فكنت أدرس في مدرسة ابن شرف، حيث إنني درست عنده سنة واحدة أما باقي دراستي فكملتها في الجهراء.

والشيخ أحمد الجابر جعل «نزال» وكيلا على حلالنا، حيث قال لنزال: أنت وكيل على حلال مبارك أبو فلاح، لذلك عشت وتربيت معهم، وخالد بن نزال أنا أكبر منه بقرابة شهر، كنت أمكث عندهم في بيتهم عندما تذهب والدتي إلى أقاربنا خارج السور، وكل أمور نزال المعصب طيبة فهو صاحب دين وطاعة وصدق».
- وذكر حباب الرشيدي في كتابه المسمّى باسمه عن نزال فقال: «عاش حياته في زمن حكم الشيخ أحمد الجابر الصباح حاكم الكويت آنذاك، وكان من أقرب المقربين إليه. أسند إليه الأمير الشيخ أحمد الجابر المبارك إمارة عمال الزكاة.

## زوجاته
تزوج نزال المعصب ثمانية عشر مرة وطلَق معظم النساء اللاتي تزوجهن وقد انجب سبعة أبناء.

## ابنائه
- خالد المعصب (عضو مجلس أمة).
- مضحي المعصب (عضو مجلس أمة).
- حمدان المعصب (عضو مجلس البلدي).
- محمد المعصب (مختار منطقة الفروانية).
- حمود المعصب.
- عبد الله المعصب.
- سالم المعصب.
- عجمي المعصب (توفي صغيرا).

## مناصبه
- المسؤول عن جمع الزكاة.
- المسؤول عن البطاقة التموينيه في الكويت أيام الحرب العالمية الثانية.
- ممثل دبلوماسي بين الكويت والسعودية.
- مكلفا لحل مشاكل البادية.
- اختاره الشيخ أحمد الجابر الصباح لرئاسه شركة النفط لكنه رفض بحجة انه لا يتعامل مع الأنجليز.
- مختار المنطقة الرابعة الشاميه.